# Revuelta de las Traiciones
A Revuelta de las Traiciones foi uma tentativa dos militares liberais de Honduras de evitar a todo custo a chegada do general Tiburcio Carías Andino à presidência.

## Antecedentes
Tiburcio Carías Andino, advogado de profissão e general outorgado pelas intervenções vitoriosas na Primeira Guerra Civil Hondurenha de 1919 e na Segunda Guerra Civil Hondurenha de 1924, nas quais, como candidato oficial do Partido Nacional de Honduras, obteve mais votos para ser o Presidente Constitucional, porém o presidente liberal e General Rafael López Gutiérrez recusou-se a render-se e declarou-se ditador. Em consequência, Carías foi nomeado líder da revolução e pegou em armas contra López Gutiérrez. Futuramente, Carías tentaria outra vez ser presidente, sem sucesso, até o resultado das eleições gerais de 1932 nas quais se declarou vencedor. Carías Andino estava sendo beneficiado pelos Estados Unidos e pelos empresários daquele país que residiam na costa norte de Honduras e até mesmo por grandes empresários nacionais, como é o caso da primeira rádio local de San Pedro Sula  de propriedade do General Filiberto Díaz Zelaya que emitia propaganda política pela primeira vez na República de Honduras.
O líder liberal, o general José María Reina Fiallos "Chema", filho do general de mesmo nome José María Reina Bustillo; formado nos Estados Unidos e militar de profissão, planejou junto com outros liberais impedir que Carías Andino tomasse posse em 1 de fevereiro do ano seguinte. Embora a presidência ainda estivesse a cargo do liberal Vicente Mejía Colindres, seus comandantes fizeram uma mudança radical em suas fileiras para não entregar o governo aos nacionalistas.

## Movimentos rebeldes
O general José María Fonseca atacou a capital, Tegucigalpa, tendo previamente enviado um ultimato ao líder liberal Vicente Mejía Colindres para que entregasse a cidade, sem resistência. Sendo derrotado em 29 de novembro e recuando para El Sauce. Fonseca foi novamente forçado a recuar para o oeste de Honduras, incapaz de controlar os avanços do general Carlos Sanabria.
Comayagua estava nas mãos do General Justo Umaña Alvarado e ali as tropas governamentais de Carlos Sanaría, Juan Pérez e Rufino Solíz, comandando quinhentos homens, foram enfrentar Umaña Alvarado, comandava novecentos homens. A batalha foi travada entre 2 e 3 de dezembro de 1932, Umaña foi derrotado, perdendo cerca de 150 homens e forçado a recuar, enquanto 250 homens de suas tropas desertaram e foram até perdoados, voltando ao trabalho agrícola.
Na costa norte de Honduras, o general José María Reina Fiallos foi derrotado pelas forças governistas e forçado a recuar para as montanhas e de lá para a Guatemala. Reina Fiallos, tentou ir para a Nicarágua, onde os liberais sempre foram melhor apoiados pelos governos nicaraguenses, mas desviou e foi para Amapala e atacou a praça-forte Isla del Tire, a qual ocupou com seus homens. Imediatamente o governo hondurenho enviou o General Andrés García para retomá-la, o combate ocorreu em 28 de dezembro e Reina Fiallos, derrotado, foi obrigado a deixar o local rumo à Nicarágua.
Enquanto em território nacional, como nenhuma informação havia chegado da derrota de Reina Fiallos, os combates foram realizados isoladamente, as praças de Nacaome, Santa Bárbara, foram asseguradas pelo governo. Santa Rosa de Copán ainda resistia e foi obrigada a desistir da tentativa rebelde.